# Подземелья Кремля
«Подземе́лья Кремля́» — компьютерная игра в жанре шутера от первого лица, разработанная российскими инженерами-программистами Александром и Андреем Разбаковыми и выпущенная в 1995 году. В центре сюжета — исследование подземелий под Кремлём, где игрок, выступающий в роли диггера, сталкивается с пробуждёнными археологическими раскопками древними злыми силами. Задачи игрока включают в себя разгадывание головоломок и борьбу с врагами, среди которых летучие мыши ― мутанты, духи бояр и Баба-Яга. В игре присутствуют несколько уровней, начиная от «Хором нечисти» до «Подвалов Кремля».
Отзывы критиков на «Подземелья Кремля» варьировались, с общим признанием игры за внедрение элементов русской культуры в жанр шутеров от первого лица. Однако, несмотря на позитивные аспекты, игра столкнулась с критикой за недостатки в графике и управлении. Противники в игре, хоть и были признаны харизматичными, представлены только в одной плоскости, что для критиков снизило впечатление от объёмности графики.

## Игровой процесс

Скриншот игрового процесса игры «Подземелья Кремля». В поле зрения игрока — два вражеских персонажа: летучая мышь ― мутант и дух боярина. Мышь-мутант крупного размера висит в воздухе, в то время как боярин кидает огненный шар. На заднем плане видны крест на могиле и некоторые грибы, которые при поднятии уменьшают очки здоровья. Интерфейс игры включает в себя индикаторы здоровья в виде сердец, показатель боеприпасов и выбранное оружие — пистолет.

«Подземелья Кремля» — шутер от первого лица, в котором игроку требуется исследовать подземелья, разгадывать головоломки и сражаться с врагами. Сюжет начинается с археологических раскопок под Кремлём, где пробуждаются древние злые силы и игрок в роли диггера должен остановить их. Игрок может найти пистолет и кремнёвое ружьё, при этом оба оружия используют одинаковые патроны — мешочки жёлтого цвета, а кремнёвое ружьё мощнее пистолета. В игре присутствуют два вида предметов, влияющих на здоровье персонажа — как увеличивающие, так и уменьшающие.
Противниками в игре выступают летучие мыши-мутанты; духи бояр, стреляющие лазерными лучами; дух палача, оснащённый мощным боевым топором; и Баба-Яга, кидающая огненные шары и обладающая высокой манёвренностью. Игра разделена на три уровня, начиная с «Хором нечисти» — места, где археологи впервые столкнулись с древним злом. Следующий уровень — «Подземная река» — сложнее первого и содержит больше врагов, и переходит к заключительному уровню, «Подвалы Кремля».

## Разработка
Александр и Андрей Разбаковы, инженеры-программисты по образованию, начали свою карьеру в разработке компьютерных игр с использования языка «Бейсик» на компьютерах БК-0010. Их первый крупный проект, трёхмерный шутер от первого лица «Старое Золото», был разработан на языке программирования «Си». Одной из характеристик этой игры являлось воспроизведение звука через встроенный динамик компьютера. В проекте «Подземелья Кремля» графику разработал привлечённый издательством художник Дмитрий Цирухин. Эта игра была выпущена на компакт-дисках, поддерживала разрешение экрана до 1024x768 и работала с звуковыми картами, совместимыми с Sound Blaster. Бюджет игры составил 500$, процесс разработки занял около 3 месяцев. Следующая после «Подземелий Кремля» игра, «Смута: Ожившие мертвецы», выпущенная в 1996 году, стала их первой игрой для Windows, разработанной на новом движке на языке «Си» с новой графикой.

## Критика
| Русскоязычные издания | Русскоязычные издания |
| Издание               | Оценка                |
| --------------------- | --------------------- |
| «Магазин игрушек»     | 70 %                  |
| Old-Games.RU          | 3,5 из 5              |

Обозреватель «Магазина игрушек», анализируя «Подземелья Кремля», отмечает, что игра, несмотря на своё звание первой российской трёхмерной игры, обладает рядом технических и игровых недостатков. По его мнению, графика, хоть и трёхмерная по замыслу, на практике оказывается плоской, с противниками, видимыми только спереди, что снижает общее впечатление от объёмности. Интерьеры, хотя и трёхмерные, страдают от графических глюков, таких как прорывы огненных шаров сквозь стены и нелогичное взаимодействие с подземной рекой. Кроме того, управление в игре описывается критиком как не совсем плавное, особенно при использовании мыши, что добавляет сложности в игровой процесс. В сравнении с аналогами, такими как Doom и Wolfenstein 3D, «Подземелья Кремля» для критика выглядят устаревшими.
В обзоре Old-Games.RU «Подземелья Кремля» рассматриваются как шутер с явным заимствованием механики из Doom, однако с вкладом в виде русской диггерской субкультуры и элементов народных сказаний. Технически игра страдает от недостатков: отсутствие оружия ближнего боя, проблемы с сохранениями, и отсутствие брони заметно усложняют игровой процесс. Также упоминается, что высокие разрешения, доступные в игре, не оптимизированы, приводя к заметным тормозам даже на более поздних Pentium II. Несмотря на технические ограничения, проект отмечается за попытку интеграции национального колорита.
В ретроспективном обзоре «Навигатора игрового мира» критик Дмитрий Роммель отметил что «Подземелья Кремля» выделялись среди других игр того времени благодаря своему подходу к дизайну и игровому процессу. По его мнению, игра была примечательна своими стилем, атмосферой и «харизматичностью» противников, хотя и обладала ограниченным количеством уровней и простой графикой. Также обозреватель отметил что игра получила «благожелательный» приём публики за счёт «желания поддержать отечественного производителя», вопреки недостаткам.

## Публикации
- Горюнов, Михаил. Подземелья Кремля // PRO Игры : журнал. — 1996. — Февраль (№ 1 (7)). — С. 35.
- uav1606. Поиски «Старого Золота» в «Подземельях Кремля»: интервью с создателями группы «Гелиос» // Downgrade. — 2016. — № 16. — С. 8—12.